# Prozesszentriertes Design
Prozesszentriertes Design (englisch Process-centered design, kurz: PCD) ist eine Designmethodik, die einen geschäftszentrierten Ansatz für die Gestaltung von Benutzeroberflächen verfolgt.
Aufgrund der mehrstufigen Geschäftsanalyseschritte, die ab Beginn des Prozesszentrierten Design-Lebenszyklus involviert sind, wird davon ausgegangen, dass damit das höchste Maß an Business-IT-Anpassung erreicht wird, das durch User Interfaces möglich ist.

## Gebrauch
Diese Methode ist ausgerichtet auf Unternehmensanwendungen, bei denen ein Geschäftsprozess involviert ist. Im Gegensatz zu inhaltsorientierten Systemen, wie Websites oder Portalen, werden Unternehmensanwendungen erstellt, um die Geschäftsprozesse eines Unternehmens zu ermöglichen. Unternehmensanwendungen haben oft ein klares Geschäftsziel und eine Reihe spezifischer Ziele, wie beispielsweise eine Verbesserung der Mitarbeiterproduktivität, Steigerung der Unternehmensleistung um einen bestimmten Prozentsatz usw.

## Vergleich zwischen anderen gängigen User-Interface-Designmethoden
Obwohl es bewährte User-Interface-Designmethoden gibt, wie beispielsweise das benutzerzentrierte Design, mit dessen Hilfe hocheffektiv nutzbare Schnittstellen entworfen werden können, unterscheidet sich das prozesszentrierte Design dadurch, dass es intensiv auf geschäftsprozessorientierte Software ausgerichtet ist, was bei anderen User-Interface-Designmethoden nicht der Fall ist.

## User-Interface-Prozessanpassung
User-Interface-Prozessanpassung ist eine Komponente des Prozessorientierten Designs, die eine enge Anpassung zwischen dem Geschäftsprozess und der zu entwickelnden Unternehmensanwendung gewährleistet. User-Interface-Designaktivitäten sind vom Prozessorientierten Design betroffen.
Ein Beispiel hierzu ist eine Callcenter-Software, die von einem Callcenter-Mitarbeiter verwendet wird, die für eine hohe User-Interface-Prozessanpassung konzipiert ist und eine enorme Produktivitätssteigerung der Mitarbeiter und der Callcenter-Leistung erzielt. Die wäre wahrscheinlich nicht möglich, wenn die Callcenter-Software beispielsweise nur für Benutzerzufriedenheit und Benutzerfreundlichkeit konzipiert wurde.